# Libro dei Qi
Il Libro dei Qi meridionali o Nánqíshū  (cinese semplificato: 南齐书; cinese tradizionale: 南齊書) è uno dei libri compresi nelle «Ventiquattro Storie», la raccolta di storie ufficiali scritte dai funzionari imperiali sotto varie dinastie cinesi. Fu scritto negli anni tra il 502 e il 519 e descrive la storia della dinastia Qi del Sud (479-502), una delle dinastie del periodo della storia della Cina noto come il periodo delle Dinastie del Nord e del Sud. Originariamente composto di 60 capitoli, un capitolo introduttivo andò in seguito perduto.
Il compilatore del Nánqíshū fu Xiāo Zǐxiǎn (蕭子顯 / 萧子显) (489-537), nipote di imperatore Gaozu (regno: 479-482), il fondatore della dinastia Qi meridionale.
Originariamente denominato Qíshū (齊書 / 齐书), sotto la dinastia Song fu aggiunta la parola nán (sud) per distinguerlo dal Libro del Qi settentrionali (Beiqishu), cronaca della dinastia Qi del Nord.